# Associação de Futebol das Ilhas Faroe
A Associação de Futebol das Ilhas Faroé (em faroês: Fótbóltssamband Føroya, FSF), criada em 1979, é o órgão gestor do futebol nas Ilhas Faroe. O nível mais alto é a Effodeildin (a primeira divisão faroesa). A Associação também gere a seleção nacional e está sediada em Tórshavn.

## História
O futebol é jogado nas Ilhas Faroe desde o século XIX. A primeira liga nacional no arquipélago foi disputada em 1942. De 1942 a 1978 todo o futebol era gerido pela ÍSF (Associação Esportiva das Ilhas Faroe). Em 13 de janeiro de 1979 a Associação de Futebol das Ilhas Faroe foi estabelecida. A primeira liga nacional feminina foi disputada em 1985.
Nos anos 80 a Associação começou a treinar técnicos e dirigentes. Primeiro, com o apoio da Dinamarca, e, desde os anos 90, sob inteira responsabilidade faroesa.
Em 2 de julho de 1988 as Ilhas Faroe se tornou membro da FIFA e, em 18 de abril de 1990, da UEFA. Desde então os faroeses participam de competições futebolísticas internacionais.